# Allstromgerät
Bei einem sogenannten Allstromgerät handelt es sich um ein elektrisches Gerät, das sowohl mit Gleichspannung als auch mit Wechselspannung betrieben werden kann.
Die Bezeichnung ist wenig spezifisch und wurde in der Vergangenheit fast ausschließlich für Radiogeräte (Allstromempfänger) verwendet, so etwa für die Volksempfänger VE301GW und VE301dynGW. Bei typischen Elektrowärmegeräten mit Widerstandsheizung und bei Glühlampen war die Stromart nicht relevant, so z. B. ungeregelte Bügeleisen, Lötkolben oder Heizgeräte.
In den 1920er-Jahren wurden Radios trotz vorhandener Stromversorgung im Haus (früher Lichtnetz genannt) zumeist aus Akkumulatoren (Kalisammlern, Bleiakkumulatoren für die Röhrenheizung und sogenannten Anodenbatterien) für die Anodenspannung betrieben. Der Wunsch nach einfacherer Handhabung führte im Laufe der Zeit zu Empfängern, die ihre Versorgung mit dem Stromnetz decken konnten.
Allerdings gab es bis zum Ende der Nachkriegszeit um 1950 regional keine einheitliche Netzspannung und Netzart (Gleich- oder Wechselspannung) in Deutschland, teilweise war sie sogar innerhalb einer Stadt unterschiedlich. Dazu kamen noch die Anforderungen, die sich aus dem Export der Geräte ins Ausland ergaben. Aus dieser Situation heraus und aus Kostengründen wurden die Allstromgeräte entwickelt. Sie besaßen keinen Netztransformator, da Gleichspannung nicht transformiert werden kann. Die meist verwendete Einweggleichrichtung erforderte eine bestimmte Steckerpolung am Gleichspannungsnetz.
Bei allen Allstromradios (und auch bei den ersten röhrenbestückten Fernsehgeräten, siehe unten) lag bei entsprechender Steckerpolung das Metallchassis an der Netzphase. Bei Berührung eines Metallteiles bestand Lebensgefahr. Die Geräte enthielten je einen Kondensator zur Trennung der Erd- und Antennenanschlüsse von der Netzspannung. Historische Allstromgeräte entsprechen nur bei Verwendung eines Trenntransformators geltenden Sicherheitsanforderungen.
Eine weitere Besonderheit war die Heizung der Elektronenröhren, deren Heizfäden bei Allstromgeräten in Serie geschaltet wurden. Hierzu waren sie für einen einheitlichen Heizstrom ausgelegt, unterschiedlichem Heizleistungsbedarf wurde durch unterschiedlich große Spannungsabfälle Rechnung getragen. Übliche Nennströme waren je nach Röhrenanzahl 50, 100 oder 300 mA (TV-Geräte) Heizstrom. Der „Rest“ der Netzspannung musste in einem offenen Drahtwiderstand „verheizt“ werden. Zur Stromstabilisierung war ein Eisenwasserstoffwiderstand und zum Sanftanlauf ein Urdox-Widerstand, meist kombiniert zu  einer Heizkreisregelröhre, zwischengeschaltet.
Bis auf wenige Ausnahmen waren auch erste Röhren-Fernsehgeräte in ähnlicher Technik ausgeführt. Der Hauptgrund war das Einsparen eines Netztransformators. 
Auch die meisten modernen Schaltnetzteile können an Gleichspannung funktionieren. Manche Geräte sind auch für Betrieb an Gleichspannung spezifiziert. Da sie mit Hochfrequenz-Zwischenkreis arbeiten, haben sie einen großen Eingangsspannungsbereich von 90 V bis 264 V. Schaltnetzteile besitzen schutzisolierte Transformatoren und verursachen keine gefährliche Spannung am Ausgang. 
Der Gleichspannungs-Zwischenkreis in vielen Schaltnetzteilen ist auf den Scheitelwert der Netzspannung ausgelegt. Bei sinusförmigem Spannungsverlauf ist das das {\displaystyle {\sqrt {2}}}-fache des Effektivwerts. In einem mit 230 Volt betriebenen Schaltnetzteil beträgt die Zwischenkreisspannung beispielsweise ca. 325 Volt. Wird dieses Schaltnetzteil mit einer Gleichspannung gleichen Effektivwerts betrieben, so stiege bei gleicher sekundärer Last die primäre Stromaufnahme des Schaltnetzteils um den Faktor {\displaystyle {\sqrt {2}}}. Das könnte zu Überlastung der Leistungshalbleiter des Schaltnetzteils und damit zur Zerstörung des Schaltnetzteils führen.